# 謀反
謀反是中華法系中的一種罪名，指的是用各種手段圖謀推翻王朝的統治、奪取皇位的活動。
在唐律中，謀反被列為十惡之首，是一項重罪，不論主犯、從犯，凡是犯有謀反罪的一律問斬。古代日本律令沿襲唐律，將謀反罪列為八虐之首位。明、清時，謀反者按律應當被淩遲處死。